# 烏龍派出所
《烏龍派出所》是由日本漫畫家秋本治所創作的漫畫作品，原名直譯為《這裡是葛飾區龜有公園前派出所》，簡稱為（Kochikame）。自1976年9月21日起至2016年9月17日止在集英社《週刊少年Jump》上連載，長達40年之久，總共1,960話，單行本全200卷，是吉尼斯世界纪录認證連載集數最多的漫畫，2021年7月被《骷髅13》以201卷超越，隨後本作也於2021年10月發行單行本第201卷。已陸續改編成动画、游戏、电视剧、电影等衍生作品。
1976年6月20日，作為4月月刊Young JUMP新人獎的入選作品首次刊登於《週刊少年JUMP》第29號，從同年第42號開始連載。2001年獲得第30屆日本漫畫家協會獎大獎，2004年獲得第50屆小學館漫畫獎評審團特別獎。
2006年，為了慶祝了30週年，在周刊少年Jump雜誌上舉辦了「烏龍派出所30週年紀念計畫」。 2016年，該系列迎來了40週年，為了紀念這一時刻，舉辦了「40週年紀念計畫」。
2016年第42期刊登完結篇。這是《週刊少年JUMP》最長連載紀錄，也是少年漫畫雜誌最長連載紀錄。截至2024年4月，累計發行量已達1億5,720萬冊。
2022年，在眾多粉絲的建議之下，亀有地方政府宣佈興建《烏龍派出所》紀念館。預計會蓋在龜有三丁目、龜有站徒步數分鐘就可以到達的地區。2024年7月，已決定將計劃於2025年3月開放的龜有地區旅遊基地設施的正式名稱定為。

## 故事簡介
主角是警視廳「葛飾署」轄下的「龜有公園前派出所」的不良警察兩津勘吉（両津勘吉/りょうつ かんきち）。
龜有公園前派出所隸屬東京都新葛飾署，原本只是一間平凡無奇的小派出所。但是自從一位舉世無雙的超級麻煩兼笑料製造者的警員兩津勘吉被分派到此地之後，龜有這個小地方就因為他的存在，而一年365天、一天24小時都有各種數不清的烏龍鬧事發生。龜有公園前派出所也因為這個麻煩，不只可以鬧到警視廳，甚至是因能上達天宮、下至地府的世界第一烏龍警察而名震日本，成為民眾所熟悉的「烏龍派出所」。
故事的主要舞台位於東京都葛飾區龜有、東京都台東區淺草 （兩津勘吉的出生地）等所謂「下町」（老市區、老街）地區。主角任職的「龜有公園前派出所」曾經在大正年間存在於現實中，但已在過去裁撤、現已不存在。

## 作品資訊

### 作品風格
《烏龍派出所》是一部描述在龜有公園前派出所的警察兩津勘吉與他身邊的人、事、物的作品。身為已連載40年的超長壽漫畫，《烏龍派出所》的故事風格也經歷過多次改變。系列一開始，漫畫描繪了兩津和他的朋友們作為警察的非傳統工作場景，但逐漸作者的愛好、觀點和想法浮出水面，大部分故事與警察無關。從系列中期開始，他積極融入流行趨勢（主要是次文化）作為題材，並以其細緻的研究、運用它的構圖能力、甚至對背景的細緻關注和足智多謀的特點而聞名。 
由於連載了40年，角色的性格和設定都發生了許多變化。早年，兩津的性格是脾氣暴躁且粗暴，同樣，中川和麗子在早期也有激進的一面，尤其是中川是一個像兩津一樣的問題人物，被強調為「天真的孩子」。因此前50卷秋本治以「人物性格太過鮮明」為由，只在日本國內出版。
隨著時間的推移，秋本治的風格發生了變化，他變得更加圓潤，性格也變得更加人性化。角色都變得更加冷靜，但有時他們的性格也會崩潰，例如中川的一槍爆頭或他的粗暴舉止。四十年來角色也發生了變化，有許多角色，像是 戶塚欣二、風太郎等，早期每次都會出現，但後來逐漸不再出現甚至消失

### 懷舊事物
故事中常常出現一些流行事物，如轉蛋、網際網路、手機、戀愛遊戲和綜藝節目題材，如果有長期收集單行本，可以發現其中流行趨勢的轉變。可以說是日本近代史。亦常常出現世界級知名景點，例如去天國參觀看見狄耐耐樂園（迪士尼樂園）等等。
此外主角阿兩蹺班去打柏青哥(彈珠機)時，店裡播放的就是有名的軍艦行進曲，對於汽車機械、收音機、大阪醬汁、單字由來以及其他日式文化，甚至是動畫、電玩遊戲等次文化也有詳盡介紹，可算是漫畫界的百科全書。
臺灣版本國語配音版亦常融入台灣觀眾熟悉人物，例如嫌犯為逃跑藉口發現周杰倫的身影。另外臺灣配音版本中，會講台語的不只兩津勘吉，他的父母、繪崎可樂助、寺井洋一、中川圭一、小野小町、擬寶珠纏及人工智慧警車Z1也曾講過，在特別篇中還有大原大次郎、花山理香及某位槍擊要犯。

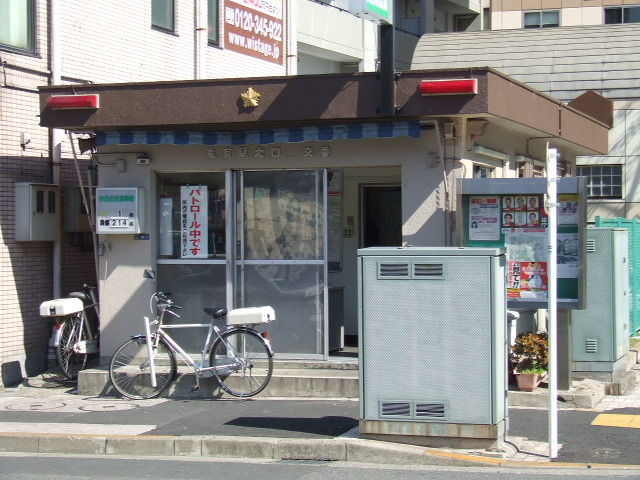
劇中派出所原型是龜有驛北口派出所

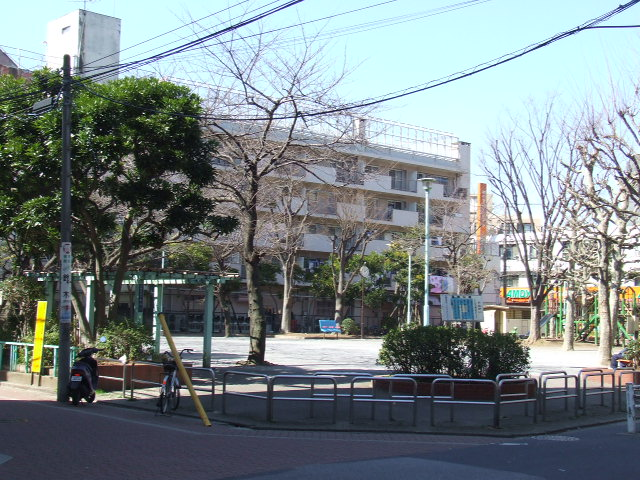
龜有公園

## 出版書籍
原作漫畫自1976年9月21日發售的《週刊少年Jump》42號開始，於2016年9月17日發售的42號結束，總話數為1,960話（單行本全200卷）。總銷售量超過一億五千萬本以上。在連載的這四十年間不曾有過休刊紀錄，也是「少年雜誌最長連載紀錄」的作品。
作者秋本治於2016年9月3日召開記者會宣布，已連載40周年的《烏龍派出所》將在當月17日發行的《週刊少年Jump》正式完結，並在同月17日發行單行本最後一卷上畫上完美句點。
後於2017年42号、2018年33号、2020年3合併號、2020年33/34合併號、2021年3/4合併號、2021年33/34合併號、2021年43合併號、2022年36/37合併號、2023年32號、2024年36/37合併號、2025年38號進行多次不定期單篇連載。
2021年10月4日發行第201卷，內容為五年來新畫的外傳短篇集結成冊。

## 改編作品

### 動畫版
電視動畫自1996年6月16日起至2004年12月19日止於富士電視台播出，共371集，臺灣部分電視台將部分一小時的集數改以特別篇播出，於2005年到2008年期間仍會不定期以特別節目的形式播出，延續電視動畫版的集數計算至380集，於1999年和2003年時曾上映兩部劇場版動畫，2009年至2015年期間無新動畫播映，時隔八年後為紀念原作連載40年，於2016年9月18日播放限定特別篇。

### 真人版

#### 電視劇
真人版於2009年8月正式拍攝，以電視劇形式於TBS電視台播出，首播時段為TBS週六晚間八點連續劇。2009年8月1日起，TBS的週六晚間八點連續劇播出，全8回，飾演主角兩津勘吉的是SMAP的香取慎吾。衛視電影台於2011年1月1日週六晚上7:30播出，1月8日起每週六晚上8:00一連五週播出。

##### 演員列表
龜有公園前派出所
- 兩津勘吉：香取慎吾（SMAP）（台灣配音：林協忠）
- 秋本麗子：香里奈（台灣配音：林美秀）
- 中川圭一：速水茂虎道（台灣配音：黃天佑）
- 大原大次郎：伊武雅刀（台灣配音：梁興昌）

兩津的父母
- 兩津銀次：拉沙爾石井（台灣配音：黃天佑）
- 兩津米：柴田理惠（台灣配音：郭馨雅）

商店街老闆
- 上野（商店街的會長，通稱「ご隠居」）：柳樂健一（日语：なぎら健壱）（台灣配音：陳幼文）
- 熊田（八百屋。通稱「クマさん」）：青木隆彦（日语：つまみ枝豆）（台灣配音：黃天佑）
- 田端（魚屋。通称「ハチ公」）：福井博章（日语：福井博章）（台灣配音：梁興昌）

小學生
- 丼吉：畠山紫音（日语：畠山紫音）（台灣配音：林美秀）
- 純平：高橋晃（日语：高橋晃 (アニメーター)）（台灣配音：吳佳樺）
- 勘太：吉田翔（台灣配音：郭馨雅）

第1話
- 北野：北野武〈友情出演〉（台灣配音：陳幼文）
- 神田明神：國村隼（台灣配音：陳幼文）
- 神田寅次郎：劇團一人（台灣配音：梁興昌）
- 花卷：Becky〈友情出演〉（台灣配音：林美秀）
- 芹澤導演：酒井敏也（台灣配音：孫誠）
- 女性社員：岩佐真悠子
- 人形燒店的婆婆：青木和代（台灣配音：林美秀）
- 大黑家主人：椎名泰三（台灣配音：梁興昌）
- 團子屋女性：根本美緒（台灣配音：郭馨雅）
- 六西會的搬運者：佐佐木健介&健介family（台灣配音：梁興昌&林美秀）
- 六西會的女性：北斗晶（台灣配音：郭馨雅）
- 石井記者：石井智也（台灣配音：孫誠）
- 騎自行車的女性：松本海希（台灣配音：郭馨雅）
- 搶匪：内山信二（台灣配音：孫誠）
- 龜有抬神轎比賽CM旁白：立木文彦（台灣配音：陳幼文）
- 情熱大陸節目旁白：窪田等（台灣配音：黃天佑）
- 龜有抬神轎比賽實況：初田啓介（台灣配音：陳幼文）

第2話
- 加山雄三：加山雄三（台灣配音：陳幼文）
- 萌子（現在）：渡邊惠里（台灣配音：郭馨雅）
- 萌子（45年前）：石原聰美（台灣配音：林美秀）
- 新人警官雙人組：奧黛麗 (搞笑組合)（台灣配音：陳幼文&黃天佑）
- 偶像少女：新井ひとみ、澤那朱鳥、鈴木裕乃（台灣配音：郭馨雅&林美秀）
- 兩津妄想中的廣告旁白：山崎香草（台灣配音：林美秀）

第3話
- 日暮熟睡男：宮藤官九郎（台灣配音：陳幼文）
- 搬到派出所附近的女人：觀月亞里莎〈友情出演〉（台灣配音：郭馨雅）
- 荒木格之進：田口淳之介（台灣配音：梁興昌）
- 本地不良少女：木下優樹菜
- 假幽靈：清水優、茜ゆりか、つちうち潤（台灣配音：梁興昌&陳幼文）

第4話
- 御所原金五郎之助左衛門太郎：西田敏行（台灣配音：陳幼文）
- 夏子：片瀬那奈（台灣配音：郭馨雅）
- 健二：阿部力（台灣配音：黃天佑）
- 阿政：堀部圭亮（台灣配音：梁興昌）
- 松吉：玉袋筋太郎
- 刃金：豬野學（台灣配音：梁興昌）

第5話
- 白鳥麗次：稲垣吾郎（台灣配音：梁興昌）
- 秋本飛飛丸：大和田伸也（台灣配音：陳幼文）
- 新葛飾署設備文員：泉平子〈友情出演〉（台灣配音：郭馨雅）
- 深澤：佐藤祐一（台灣配音：陳幼文）

第6話
- 真奈美：島袋寛子（台灣配音：郭馨雅）
- 洋介：田中幸太朗（台灣配音：陳幼文）
- 幸成：小柳友（台灣配音：梁興昌）
- 被幸成毆打的警察：今奈良孝行（台灣配音：陳幼文）
- AKB48（本人演出）
- 須崎：綾田俊樹（台灣配音：陳幼文）

第7話
- 本田速人：内村光良（台灣配音：黃天佑）
- 美佐：本上真奈美（台灣配音：郭馨雅）
- 園長：温水洋一（台灣配音：陳幼文）
- 強盜：尾上寛之&裴正名（台灣配音：梁興昌&陳幼文）
- 劫巴士犯人：前田健（台灣配音：陳幼文）

最終話
- 村瀬賢治：中村獅童（台灣配音：陳幼文）
- 吉岡：平泉成（台灣配音：梁興昌）
- 日下部警部：大衛伊東（台灣配音：黃天佑）
- 刑警：三野文太（台灣配音：梁興昌）
- 機動隊員：鈴木任紀&天野博之（台灣配音：江志倫&陳幼文）
- 泉：優香〈友情出演〉（台灣配音：林美秀）
- 裕樹：郭智博（台灣配音：江志倫）
- 銀行強盗犯：淺利陽介&鈴木亮平（台灣配音：黃天佑&梁興昌）
- 両津勘吉（小學時期）：今井悠貴（台灣配音：林凱羚）
- 村瀬賢治（小學時）：吉川史樹（台灣配音：郭馨雅）
- 神秘男（小拓）：木村拓哉〈友情出演〉（台灣配音：魏伯勤）

劇集列表
| 話數                           | 日本首播日期  | 副標題 | 副標題                          | 導演     | 收視率 |
| 話數                           | 日本首播日期  | 日文   | 中文                            | 導演     | 收視率 |
| ------------------------------ | ------------- | ------ | ------------------------------- | -------- | ------ |
| 1                              | 2009年8月1日  |        | 抬神轎比賽充滿笑聲與淚水!!      | 英勉     | 12.2%  |
| 2                              | 2009年8月8日  |        | 昭和時空大穿梭                  | 英勉     | 11.3%  |
| 3                              | 2009年8月15日 |        | 帥哥幽靈的悲傷成佛故事          | 坪井敏雄 | 7.6%   |
| 4                              | 2009年8月29日 |        | 背道而馳的父女淚眼再聚          | 坪井敏雄 | 5.9%   |
| 5                              | 2009年9月5日  |        | 三角戀愛!! 麗子是我的心肝寶貝!! | 英勉     | 6.5%   |
| 6                              | 2009年9月12日 |        | 兩津和中川互換了!?              | 武藤淳   | 7.6%   |
| 7                              | 2009年9月19日 |        | 雙重人格重機警官的珍貴約會      | 坪井敏雄 | 7.9%   |
| 8                              | 2009年9月26日 |        | 再見了阿兩                      | 英勉     | 11.8%  |
| 平均收視率9.3%(Video Research) |               |        |                                 |          |        |

#### 電影
於2011年8月上映真人版電影，演員陣容大致上與真人版電視劇的演員陣容相同。劇情講述小學時代的兩津勘吉（香取慎吾飾）被同學們戲稱「說謊阿兩」，阿兩來不及解釋自己曾說過的誇張故事，他暗戀的同班女生桃子（深田恭子飾）便轉學搬家離開了，令他幼小的心靈惆悵不已。多年後，桃子帶著女兒再次踏上故土；阿兩心中的愛意油然而生，總是透過許多貼心的小舉動幫助桃子展開舞台劇場的新生活，更發揮自己開朗傻氣的個性逗得桃子展露笑顏。沒想到，一向粗枝大葉的阿兩竟然會想要結婚？他爆炸性的結婚宣言讓兩老笑彎了眼睛。與此同時，警察廳長官的孫女遭到綁架，綁匪要求2億元的贖金，否則將引爆炸彈！當得知桃子的女兒也被捲入這場撲朔迷離的綁架事件後，阿兩為了查明真相，不惜賭上一切也要保護自己最心愛的女人！

##### 演員列表
主要人物請參考電視劇版演員。
- 澤村桃子（沢村桃子）：深田恭子（台灣配音：林美秀）
- 澤村由依：川島鈴遙（台灣配音：林凱羚）
- 島崎光央（島崎光男）：谷原章介（台灣配音：黃天佑）
- 黑木警視正（黒木警視正）：澤村一樹（台灣配音：梁興昌）
- 白山檢察總長（城山警察庁長官）：夏八木勲（台灣配音：黃天佑）
- 横田泰造（横田泰三）：平田満（台灣配音：陳幼文）

### 舞台劇
舞台劇由兩津勘吉動畫聲優拉沙爾石井主演。
| 角色               | 1999年版     | 2001年版     | 2003年版     | 2006年版   | 2016年版   |
| ------------------ | ------------ | ------------ | ------------ | ---------- | ---------- |
| 兩津勘吉           | 拉沙爾石井   | 拉沙爾石井   | 拉沙爾石井   | 拉沙爾石井 | 拉沙爾石井 |
| 中川圭一           | 伊藤明賢     | 伊藤明賢     | 伊藤明賢     | 伊藤明賢   | 鹽畑有司   |
| 秋本麗子           | 細川直美     | 大河内奈々子 | 大河内奈々子 | 森下千里   | 原幹恵     |
| 大原大次郎         | 柴田秀勝     | 原金太郎     | 佐山陽規※1   | 佐山陽規※1 | 俵木藤汰   |
| 麻里愛             | 斉藤レイ     | 斉藤レイ     | 斉藤レイ     | 斉藤レイ   | 小林由佳   |
| 熱褲刑事           | 海津義孝     | 海津義孝     | 海津義孝     | 海津義孝   | 伊藤明賢   |
| 向島三四郎         | 清水宏※2     | 清水宏※2     | 清水宏※2     | 清水宏※2   | 池田鉄洋   |
| 奥山老人、亀太郎※3 | 坂本あきら   | 坂本あきら   | 坂本あきら   | 坂本あきら | 坂本あきら |
| ビッグママ         | 水谷ケイ     | 水谷ケイ     | -            | 仲坪由紀子 | 彩輝なお   |
| ピンチ             | 尾小平志津香 | 尾小平志津香 | -            | -          | 新良エツ子 |
| パンチ             | 星野園美     | 星野園美     | -            | -          | 武者真由   |

### 電子遊戲
- 萬代於1997年7月24日發售的PlayStation遊戲。

- 萬代於1997年8月29日發售的SEGA SATURN遊戲。

- 萬代南夢宮娛樂於2010年6月17日發售的任天堂DS遊戲。

### 官方網頁遊戲
- 集英社官方製作的Shockwave網頁內容。

//現在の派出所をのぞき見!　両さんは何をやっているかな？//
//見る時間によって行動、音楽が変わるぞ!! //
- 集英社官方製作的Shockwave網頁遊戲，點擊紙門，打開後由兩津隨機抽出占卜結果，籤文由一星至五星。

- 集英社官方製作的Shockwave網頁遊戲，故事背景是獎金爭奪戰，官方更特此在遊戲推出前提供以Flash動畫介紹。[9][10]
- 共有三個關卡，於限時內避開障礙物到達終點，每三關內有兩次復活機會，若用盡復活機會則需要從頭開始。
- 分別是派出所から脫出せよ！！（30秒）、ボーナスを奪取せよ！（40秒）、銀行へ急げ！！（40秒）。

- 集英社官方製作的Flash網頁遊戲，利用日暮的拍照片超能力，拍出玩家於24小時後會發生的事。

- 集英社官方製作的Shockwave網頁遊戲，計分遊戲；唯遷移至新網址後已被隱藏，不久後亦下架。

- 集英社官方製作的Shockwave網頁遊戲，共有三個關卡，於限時內幫麗子換衣服，分別是兔女郎（60秒）、護士服（50秒）及雜誌時裝（40秒）。